# Monic Pérez
Monic Marie Pérez Díaz (sinh 01 tháng 2 năm 1990 tại Bayamon) là một người dẫn chương trình truyền hình, người mẫu và là một hoa hậu người Puerto Rico. Cô đã giành chiến thắng tại cuộc thi Hoa hậu Hoàn vũ Puerto Rico 2013 và đại diện cho Puerto Rico tại cuộc thi Hoa hậu Hoàn vũ 2013 tại Moscow và lọt vào Top 16.

## Đầu đời
Monic sinh ngày 1 tháng 2 năm 1990 tại Bayamón, Puerto Rico, cô là con lớn nhất trong ba người con. Gia đình chuyển đến Long Island khi cô còn là một thiếu niên. Sau khi hoàn thành chương trình trung học, cô chuyển đến Arecibo, Puerto Rico nơi cô theo học tại Đại học Puerto Rico, cơ sở Arecibo, chuyên ngành Điều dưỡng.

## Hoa hậu Hoàn vũ Puerto Rico 2013
Vào ngày 29 tháng 8 năm 2012, Monic đại diện cho Arecibo tại cuộc thi Hoa hậu Hoàn vũ Puerto Rico 2013. Cô đã đánh bại 31 thí sinh khác và giành danh hiệu cao nhất, giành quyền đại diện cho Puerto Rico tại cuộc thi Hoa hậu Hoàn vũ. Cô cũng đã giành được các giải thưởng như Hoa hậu ăn ảnh, Catwalk tốt nhất và Thể hình đẹp nhất.

## Hoa hậu Hoàn vũ 2013
Monic đại diện cho Puerto Rico tại Hoa hậu Hoàn vũ thường niên lần thứ 62. Cô nhanh chóng trở thành người được yêu thích bởi nhiều người theo dõi hầu hết ở các quốc gia. Cô là người được dự đoán sẽ lên ngôi tại Hoa hậu Hoàn vũ. Cô xếp hạng chung cuộc Top 16 tại vòng bán kết vào ngày 9 tháng 11 năm 2013. Các thi sinh đã tranh tài để kế vị ngôi hậu của quán quân Hoa hậu Hoàn vũ 2012, Olivia Culpo đến từ Hoa Kỳ. Người chiến thắng cuối cùng là Gabriela Isler của Venezuela. Có rất nhiều tin đồn về việc Monic bị phá rối ở hậu trường trước buổi trình diễn vì cô trình diễn với mái tóc và gương mặt trang điểm không được đẹp mắt.

## Người mẫu IMG
Monic hiện là một người mẫu quốc tế làm việc tại thành phố New York, đại diện cho công ty Người mẫu IMG. Cô là gương mặt của chiến dịch "Rums of Puerto Rico" của Bacardi, Don Q và các nhà rượu rum lớn khác của Puerto Rico, và đã được Fendi, Banana Republic, Avon, Pandora, Mary Kay Cosmetics, Macy và JC Penney giới thiệu. Cô cũng là một phần của chương trình đầu tiên của Kanye West - NYFW - hợp tác với Adidas vào tháng 2 năm 2015. Cô cũng đóng vai trò chính trong đĩa đơn "Encantadora" của ca sĩ Yandel được phát hành vào tháng 11 năm 2015 và được đề cử cho các giải thưởng khác nhau.